# 우가리 미치오
우가리 미치오(일본어: 鵜狩 道夫, 1936년 7월 14일 ~ 2018년 8월 27일)는 일본의 전 프로 야구 선수이자 야구 지도자이다. 가고시마현 히오키시 출신이며 현역 시절 포지션은 투수였다.
현역 시절에는 발음이 동일한 등록명(鵜狩 好応, 鵜狩 道旺)을 두 개나 사용했다.

## 인물
가고시마 현립 이주인 고등학교를 졸업하고 사회인 야구팀인 가고시마 시 교통국을 거쳐 1955년 니시테쓰 라이온스에 입단했다. 하지만 니시테쓰에서는 3년 간 1승도 올리지 못할 정도로 뚜렷한 활약을 보여주질 못했는데 1958년 히로시마 카프에 이적하여 첫 승을 포함한 시즌 6승을 올렸다. 1958년 9월 19일 나가시마 시게오로부터 홈런을 맞았는데 나가시마가 1루 베이스를 실수로 밟지 않은 바람에 홈런이 취소되는 상황이 벌어졌다(당시 기록은 투수 땅볼).
이듬해 1959년에는 전 긴테쓰 펄스 감독이던 후지타 쇼조에게서 일대일 지도를 받고 슈토를 습득하는 등 시즌 11승을 기록했고 이후 팀내 투수진의 일원으로서 활약했다. 투구 스타일은 속구와 커브를 기조로 한 정통적인 우완 본격파 투수로서 10차례의 완봉승 외에도 25차례의 완투승도 기록하는 등 1960년대의 히로시마를 지원했다.
1967년 6월 10일, 웨스턴 리그인 긴테쓰 버펄로스전에서 웨스턴 리그 사상 최초로 퍼펙트 게임을 달성했다. 하지만 1군에서는 단 한 차례도 승리없이 끝났고 그 해를 마지막으로 현역에서 은퇴했다.
말년에는 고향인 가고시마현 히오키시에서 스포츠 용품점을 운영했고 2006년에는 사회인 야구 클럽팀 ‘가고시마 화이트 웨이브’ 감독을 맡은 것 외에도 타 지역과 가고시마현에 있는 히로시마팬에 의해서 설립한 ‘카코이카이’ 명예고문도 맡았다. 2018년 8월 27일에 향년 82세의 나이로 사망했다.

## 에피소드
- 원래 소질이 있는 선수였으며 니시테쓰로부터 방출이 결정됐을 때 조감독이었던 가와사키 도쿠지는 미하라 오사무 감독(당시)에게 “무슨 짓을 하는 거냐, 정신 나갔냐!”라며 고함쳤다고 한다.

## 상세 정보

### 출신 학교
- 가고시마 현립 이주인 고등학교

### 선수 경력
- 가고시마 시 교통국
- 니시테쓰 라이온스(1955년 ~ 1957년)
- 히로시마 카프(1958년 ~ 1967년)

### 등번호
- 26(1955년 ~ 1957년)
- 17(1958년 ~ 1967년)

### 등록명
- 鵜狩 道夫(うがり みちお 우가리 미치오[*], 1955년 ~ 1959년)
- 鵜狩 好応(うがり みちお 우가리 미치오[*], 1960년 ~ 1962년)
- 鵜狩 道旺(うがり みちお 우가리 미치오[*], 1963년 ~ 1967년)

### 연도별 투수 성적
| 연 도       | 소 속       | 등 판 | 선 발 | 완 투 | 완 봉 | 무 4 구 | 승 리 | 패 전 | 세 이 브 | 홀 드 | 승 률 | 타 자 | 이 닝  | 피 안 타 | 피 홈 런 | 볼 넷 | 고 4 | 몸 맞 | 탈 삼 진 | 폭 투 | 보 크 | 실 점 | 자 책 점 | 평 자 책 | W H I P |
| ----------- | ----------- | ----- | ----- | ----- | ----- | ------- | ----- | ----- | -------- | ----- | ----- | ----- | ------ | -------- | -------- | ----- | ---- | ----- | -------- | ----- | ----- | ----- | -------- | -------- | ------- |
| 1956년      | 니시테쓰    | 1     | 0     | 0     | 0     | 0       | 0     | 0     | --       | --    | ----  | 3     | 0.2    | 2        | 0        | 0     | 0    | 0     | 0        | 0     | 0     | 1     | 1        | 9.00     | 3.00    |
| 1957년      | 니시테쓰    | 18    | 3     | 0     | 0     | 0       | 0     | 1     | --       | --    | .000  | 179   | 40.1   | 39       | 1        | 16    | 1    | 1     | 26       | 1     | 0     | 14    | 11       | 2.41     | 1.36    |
| 1958년      | 히로시마    | 39    | 23    | 4     | 2     | 1       | 6     | 7     | --       | --    | .462  | 604   | 146.2  | 129      | 9        | 53    | 3    | 2     | 63       | 3     | 0     | 56    | 50       | 3.06     | 1.24    |
| 1959년      | 히로시마    | 46    | 24    | 4     | 2     | 0       | 11    | 10    | --       | --    | .524  | 804   | 202.2  | 157      | 9        | 59    | 6    | 3     | 127      | 5     | 0     | 67    | 57       | 2.53     | 1.07    |
| 1960년      | 히로시마    | 50    | 24    | 4     | 2     | 1       | 6     | 10    | --       | --    | .375  | 642   | 155.0  | 160      | 10       | 41    | 6    | 2     | 67       | 2     | 0     | 70    | 65       | 3.77     | 1.30    |
| 1961년      | 히로시마    | 38    | 19    | 1     | 0     | 0       | 5     | 5     | --       | --    | .500  | 514   | 126.2  | 115      | 6        | 32    | 0    | 3     | 44       | 2     | 0     | 39    | 33       | 2.34     | 1.16    |
| 1962년      | 히로시마    | 23    | 7     | 1     | 0     | 1       | 1     | 5     | --       | --    | .167  | 257   | 61.0   | 68       | 9        | 16    | 0    | 0     | 16       | 0     | 0     | 32    | 28       | 4.13     | 1.38    |
| 1963년      | 히로시마    | 37    | 11    | 3     | 0     | 0       | 6     | 5     | --       | --    | .545  | 464   | 109.2  | 107      | 7        | 35    | 0    | 1     | 39       | 0     | 0     | 49    | 43       | 3.52     | 1.29    |
| 1964년      | 히로시마    | 49    | 22    | 4     | 1     | 0       | 9     | 10    | --       | --    | .474  | 717   | 169.2  | 189      | 18       | 39    | 4    | 3     | 47       | 0     | 0     | 78    | 65       | 3.44     | 1.34    |
| 1965년      | 히로시마    | 46    | 28    | 4     | 3     | 0       | 10    | 14    | --       | --    | .417  | 820   | 200.0  | 189      | 12       | 52    | 4    | 1     | 49       | 0     | 0     | 69    | 61       | 2.75     | 1.21    |
| 1966년      | 히로시마    | 34    | 8     | 0     | 0     | 0       | 1     | 3     | --       | --    | .250  | 273   | 65.0   | 73       | 6        | 11    | 1    | 1     | 25       | 0     | 0     | 32    | 27       | 3.74     | 1.29    |
| 1967년      | 히로시마    | 20    | 1     | 0     | 0     | 0       | 0     | 2     | --       | --    | .000  | 152   | 34.2   | 45       | 4        | 11    | 0    | 2     | 12       | 0     | 0     | 18    | 12       | 3.09     | 1.62    |
| 통산 : 12년 | 통산 : 12년 | 401   | 170   | 25    | 10    | 3       | 55    | 72    | --       | --    | .433  | 5429  | 1312.0 | 1273     | 91       | 365   | 25   | 19    | 515      | 13    | 0     | 525   | 453      | 3.11     | 1.25    |

## 참고 문헌
- 가나야마 지로 감수. 《広島東洋カープ》 [히로시마 도요 카프]. ISBN 4-89174-012-4. ※42쪽 중에서